# Pomodorino di Manduria
Il pomodorino di Manduria o pomodoro manduriano rappresenta un ecotipo del pomodoro.
La sua coltivazione in passato era effettuata in un'area piuttosto ristretta compresa principalmente fra i comuni di Manduria, Maruggio, Lizzano, Sava ed Avetrana (tutti in Provincia di Taranto) oltre che nella zona di Oria, Erchie e Torre Santa Susanna, in provincia di Brindisi. Il disciplinare del Pomodorino di Manduria Presidio Slow Food prevede invece come area di produzione esclusivamente il territorio della città di Manduria.

## Descrizione
La pianta presenta accrescimento determinato, con 2-3 palchi fiorali. L'ipocòtile, di colore porpora, presenta una discreta pubescenza. Le foglie, di portamento semi-eretto, sono del tipo standard/peruvianum secondo la classificazione dei descrittori definiti da Biodiversity International.
I frutti, a maturazione, presentano bassa omogeneità, colore rosso intenso, forma ovoidale, spesso con mucronatura (piccola punta sporgente) apicale. Il peso del singolo frutto varia da 10 a 25 grammi, il diametro da 20 a 30 mm e la lunghezza da 25 a 35 mm, come riportato nella scheda inserita nel Bollettino Ufficiale della Regione Puglia.

## Ciclo colturale
Viene normalmente coltivato in piccoli appezzamenti con una superficie variabile da mezzo ettaro a, molto più comunemente, 1000–2000 m2. 
Dopo la semina diretta nel mese di marzo, utilizzando il seme dell'anno precedente conservato dagli stessi agricoltori, viene effettuato il diradamento delle piantine.
Il ciclo colturale, normalmente effettuato "in asciutto" (senza l'ausilio dell'irrigazione), dura 3-4 mesi, con la raccolta che viene effettuata a partire da metà giugno e può prolungarsi fino a metà agosto-inizio settembre. Essendo un ecotipo ad accrescimento determinato, alcune operazioni colturali quali sfrondatura (eliminazione delle foglie basali) e cimatura (asportazione del germoglio apicale), solitamente effettuate sui pomodori da mensa, non sono necessarie.
Le produzioni sono piuttosto basse, circa 10 tonnellate per ettaro.

## Usi
I frutti sono destinati principalmente all'autoconsumo, come prodotto fresco nei mesi estivi (per esempio come condimento per le frise o in insalata con il carosello di Manduria), per la trasformazione al fine di produrre la conserva di pomodoro (la "salsa") e per la conservazione, normalmente sotto forma di pomodori secchi sott'olio.

## Prospettive per la ricerca scientifica
Da indagini preliminari, relative a ricerche per la tolleranza del pomodoro al Tomato Spotted Wilt Virus (TSWV), si è visto che il pomodorino di Manduria presenta livelli utili di tolleranza alle infezioni di TSWV-SRB. Inoltre, tale caratteristica viene esaltata quando questa varietà locale viene impiegata come portainnesto di varietà commerciali di pomodoro: in pratica le caratteristiche di tolleranza vengono trasferite anche al nesto.

## Riconoscimenti
La regione Puglia ha inserito il pomodorino manduriano nell'elenco dei prodotti agroalimentari tradizionali italiani col nome di pomodorino di Manduria
Dal 9 luglio 2018 il Pomodorino di Manduria è Presidio Slow Food.

## PSR Puglia
La regione Puglia, all'interno del suo P.S.R. (Programma di Sviluppo Rurale) 2007-2013, ha inserito il pomodorino di Manduria nell'allegato 8 della Misura 214 - Azione 3 "Tutela della biodiversità" come specie a rischio di erosione genetica.